# Komitee für Unterhaltungskunst
Das Komitee für Unterhaltungskunst der Deutschen Demokratischen Republik wurde 1973 gegründet und unterstand dem Ministerrat der DDR. Die Einrichtung, ursprünglich als beratendes Gremium für das Kulturministerium gedacht, übernahm zunehmend die Funktion eines Verbandes der Unterhaltungskünstler, da die Forderung der Künstler nach der Schaffung eines solchen Verbandes unerfüllt blieb.

## Aufgabe
Das Komitee hatte die einheitliche Anleitung und Koordinierung von Programmen und Darbietungsformen im Bereich der Unterhaltungskunst zur Aufgabe. Es war ein Instrument zur Durchsetzung der Kulturpolitik der Sozialistischen Einheitspartei Deutschlands und der politisch-ideologischen Kontrolle der Künstler in der DDR. Zunehmend, insbesondere nach 1984, übernahm das Komitee die Aufgabe einer Interessenvertretung für die Unterhaltungskünstler in der DDR. Zudem erteilte es Genehmigungen für Auslandsgastspiele im Westen.

## Charakteristik
Mitglieder des Komitees waren Vertreter von Massenorganisationen, Medien, der Konzert- und Gastspieldirektionen, der Künstler-Agentur der DDR und des Verbandes für Komponisten und Musikwissenschaftler. Gleichzeitig wurde eine Generaldirektion beim Komitee eingerichtet, die über die politisch-ideologische Entwicklung der Unterhaltungskunst wachte. Die Generaldirektion hatte Weisungsbefugnis gegenüber den Konzert- und Gastspieldirektionen in den Bezirken der DDR. Die Generaldirektion, die strukturell unabhängig vom Komitee war, nahm die Funktion des Sekretariates für das Komitee wahr.
Neben der eigentlichen Überwachungsfunktion trug das Komitee durch Förderverträge, Mentorenschaften oder die Vermittlung von Produktionsmöglichkeiten bei Amiga und dem DDR-Rundfunk wesentlich zur eigenständigen Entwicklung von Pop- und Rockmusik in der DDR und der Unterhaltungskunst insgesamt bei. 
1984 erfolgte die Umstrukturierung zu einem ehrenamtlich tätigen gesellschaftlichen Gremium. Aus den Arbeitskreisen entstanden die Sektionen (Jazz, Rockmusik, Chanson, Liedermacher, Interpreten, Wortkunst, Diskotheken, Orchesterleiter und Artistik). Dem Präsidenten waren die Vorsitzenden der Sektionen und Vertreter der Massenorganisationen und der Generaldirektion zugeordnet (Präsidium). Die Präsidenten waren Siegfried Wagner (1973–1984) und Gisela Steineckert (1984–1990). Generaldirektoren waren Peter Czerny (1973–1982), Dieter Gluschke (1982–1988) und Reinhard Heinemann (1988–1990). Im Komitee waren zahlreiche bekannte DDR-Künstler ehrenamtlich tätig, beispielsweise Frank Schöbel und Gisela Oechelhaeuser als Vizepräsidenten, Conny Bauer als Vorsitzender der Sektion Jazz oder Toni Krahl als Vorsitzender der Sektion Rock.
Am 18. Dezember 1989 löste sich das Komitee auf. Die Generaldirektion wurde am 1. Januar 1990 in die neu gegründete staatliche Agentur „ComConcert“ umgewandelt, die bereits am 28. Februar 1990 ihre Geschäftstätigkeit wieder einstellte.